# Janne Carlsson (musiker)
Janne Carlsson, född 1959, är en svensk vänsterhänt basist. Han var originalmedlem i Gyllene Tider, men ersattes i januari 1979 av Anders Herrlin.
Carlsson var 2014 lärare på Sannarpsgymnasiet i Halmstad men är numera lärare på Sturegymnasiet i samma stad.